# Données archéologiques sur l'Exode et Moïse
Cet article présente les données archéologiques en rapport avec le sujet de « l'Exode et Moïse » tel que rapporté par le récit biblique.
En l'état actuel des choses, aucune trace assurée de l'Exode n'a été mise au jour lors de fouilles archéologiques, en dépit de nombreuses recherches. Cela revient à dire que l'archéologie ne peut démontrer que cet épisode biblique se soit réellement produit, pas plus qu'elle ne peut l'infirmer.
L'état actuel de la recherche est partagé entre des chercheurs qui suggèrent que le noyau du récit est fondamentalement authentique et est le reflet d'un événement important pour l'histoire ancienne d'Israël et d'autres qui infirment toute historicité arguant une époque tardive quant à la composition du récit qui ne serait que le reflet de son époque de rédaction. Entre les deux, certains acceptent l'historicité de certains détails et l'existence d'un petit noyau historique.

## Données archéologiques sur les personnages de l'Exode
À ce jour aucune trace archéologique de Moïse ni d'allusion à son existence antérieurement au récit biblique n'a été retrouvée, ni en Égypte, ni en Palestine, alors que l'on connaît les principaux notables de l'entourage des pharaons du Nouvel Empire. En dehors de la Bible, la connaissance historique des personnages de l'Exode est donc très faible et se réduit à quelques remarques concernant les noms et les ressemblances.
Selon l'archéologue Christiane Desroches Noblecourt, spécialiste en Égyptologie, « Le nom de Moïse, issu de Mosé (mès = enfant, mésy = mettre au monde, etc.), constitue également la déviation du nom très égyptien dont la première partie est constituée d’un nom divin : Thotmès, Ramès etc. » (voir hiéroglyphe ci-contre ; voir aussi Ramsès et Djehoutymès-Thoutmôsis).
Selon une légende mésopotamienne rapportée par des textes du VIIe siècle av. J.-C. découverts à Ninive, le roi Sargon (c. 2350 av. J.-C.), fils d’un nomade et d’une prêtresse, né à Azupiranu sur l’Euphrate, a été abandonné au fil de l’eau et recueilli par un jardinier qui l’élève comme son propre fils.
Le second personnage du livre de l'Exode, le pharaon, n'est pas nommé. Les Hyksôs, chez qui on peut trouver des points de ressemblance avec les Hébreux du récit biblique, régnèrent sur la Basse et la Moyenne-Égypte durant la deuxième période intermédiaire. Des groupes de Shasou sont employés comme main-d'œuvre en Égypte, notamment sous le règne de Séthi Ier, ou comme prisonniers, notamment sous le règne de Ramsès III, pharaon qui se vante d'avoir amené en Égypte une dizaine de milliers de prisonniers cananéens,. Des Apirou, assimilés par certains aux Hébreux, figurent parmi le personnel du temple d'Atoum à Héliopolis, d'autres sont employés comme carriers sous les Ramessides.

## Historicité de l'Exode
L'historien et archéologue Nadav Na’aman explique l'état de la question au sein de la recherche dans la première partie du XXIe siècle en décrivant l'éventail des opinions qui peut se synthétiser en trois positions : un complet rejet de l'historicité de l'épisode, point de vue selon lequel l'histoire de l'Exode est essentiellement un mythe formulé à une époque tardive qui ne reflète pas la réalité de l'histoire ancienne d'Israël mais reflète principalement l'époque de sa composition; à l'opposé, l'opinion suivant laquelle le noyau de l'histoire est fondamentalement authentique et que l'épisode reflète un événement important dans les débuts de l'histoire d'Israël ; une position intermédiaire qui accepte l'historicité de quelques détails du récit et suggère que celui-ci comprend un noyau — bien que petit — d'événements historiques qui se sont déroulés sur le sol égyptien.
Dans une synthèse sur l'état de la recherche historique et archéologique parue en 2016, l'historien Lester L. Grabbe (en) explique que « malgré les efforts de certains arguments fondamentalistes, il n'est pas possible de sauver le texte biblique en tant que description d'un événement historique », arguant plus précisément à propos de l'épisode de l'Exode, qu'« une grande population d'Israélites, vivant dans leur propre partie du pays, n'a pas quitté une Égypte dévastée par divers fléaux et dépouillée de ses richesses et passé quarante ans dans le désert avant de conquérir les Cananéens ».

## Question de la date de l'Exode
De très nombreuses hypothèses ont été proposées pour une date à laquelle l'Exode aurait pu avoir lieu. Ces hypothèses ont chaque fois été confrontées au savoir tiré des données archéologiques du terrain, en cherchant les points communs entre le contexte vers lequel le récit pointe (données bibliques) et le contexte historique tel qu'il ressort de l'archéologie (données archéologiques). Une hypothèse, en soi, n'est pas porteuse d'un savoir scientifique aussi longtemps qu'elle n'a pas été validée. Or, aucune de ces hypothèses n'a été validée dans ces confrontations. La multitude des hypothèses de dates et leur rejet final les unes après les autres ne peut que jeter le doute sur la possibilité qu'un Exode tel que celui décrit dans le récit biblique ait pu avoir lieu, sans prouver toutefois qu'il n'a pas eu lieu (il s'agit de preuves négatives).
Selon l'archéologue Amihai Mazar : « On ne peut tirer de l'archéologie aucune preuve du séjour des Israélites en Égypte et de l'Exode ». Les dates proposées sont toutes contradictoires et aucun contexte archéologique ne correspond précisément au récit biblique. L'archéologue Alain-Pierre Zivie écrit :

« En fait, il faut bien reconnaître que toute cette histoire des Hébreux en Égypte et de l’Exode, parce qu’elle est passionnante et qu’elle remue beaucoup de choses chez la plupart, est abordée avec peu de méthode, beaucoup de naïveté parfois (on examine attentivement les momies de l’un et de l’autre pharaon pour voir si l’une d’elles présente des traces de noyade…). […] Cela devient un problème d’école et, face à une documentation absente et à des données bibliques riches, mais confuses et contradictoires, on choisit un peu ses arguments à la carte, selon qu’ils vous arrangent ou non. On ne veut pas non plus trop prendre en compte les grandes contradictions du récit biblique. »

### Hypothèse de datation à l'époque des Hyksôs
L'égyptologue belge Claude Vandersleyen, premier traducteur de la Stèle de la tempête, penche pour l'hypothèse d'une datation haute de l'Exode. Il souligne que le Pentateuque, le livre de Josué et le livre des Juges fournissent une chronologie qui, suivant les interprétations, place l'Exode au XVIe siècle ou au XVe siècle avant notre ère. Se fondant, entre autres sur le lien possible entre les dix plaies et l'Éruption minoenne, ce qui selon lui coïncide aux indications de Manéthon, il estime qu'une datation de l'Exode même sous Ahmôsis devrait pouvoir être envisagée. Selon lui, certaines objections à l'hypothèse d'une datation haute, qui ne s'imposent d'ailleurs guère plus que les tentatives de réponse, ne sont pas si problématiques: par exemple, devant le silence des sources bibliques sur les campagnes de Thoutmôsis III ou Ramsès II qui ont pourtant vassalisé le couloir Syro-palestinien, il argue notamment d'un état de guerre endémique dans lequel était plongée la région de Canaan, dont semblent attester les lettres d'Amarna, qui aurait laissé les pharaons indifférents. Il en conclut qu'il ne faut pas refuser d'« étudier le problème de l'Exode en liaison avec l'expulsion des hyksos ».
L'archéologue Donald Redford souligne, lui, les ressemblances fortes qui existent entre les Hébreux de la Bible et les Hyksôs des données archéologiques : les Égyptiens les nomment « ceux qui parlent la langue ouest-sémitique », ils viennent de Palestine ou du Liban (probablement des hautes terres car ils révèrent un dieu de la montagne), ils s'installent dans le delta du Nil, ils seront chassés d'Égypte.
L'archéologue Alain Zivie remarque pour sa part : « bien des traditions concernant la défaite des Hyksôs et les débuts de la XVIIIe dynastie évoquent également l’Exode, mais cette fois sous forme d’expulsion ».

### Hypothèse de datation à l'époque de RamsèsII
Le récit biblique ne donne pas de date, mais il donne des indications permettant d'estimer à quel moment l'évènement se serait produit. Le calcul conduit, selon l'archéologue Pierre de Miroschedji, autour de 1450 av. J.-C.. À cette date, comme aux dates antérieures, la Palestine est sous contrôle militaire égyptien (garnisons) : il est difficile d'échapper au contrôle militaire en Égypte en se réfugiant en Palestine, puisque le contrôle militaire y est très présent. Comme ce contrôle ne disparait que vers 1300 av. J.-C. (effondrement systémique marquant le passage de l'Âge du bronze à l'Âge du fer), il est impossible que les Hébreux aient pu conquérir Canaan, à la fin du bronze récent, avant cette date. Les lettres d'Amarna le montrent aussi : le petit roi Abdi-Heba, mis en place par le pouvoir égyptien, n'est pas un Hébreu. Il écrit : « Parole au roi, mon seigneur : Message d'Abdi-Heba, votre serviteur. […] Vu que, en ce qui me concerne, ce n'est ni mon père ni ma mère qui m'ont placé dans cet endroit, mais que c'est le bras puissant du roi qui m'a amené dans la maison de mes pères, pourquoi moi, de toutes les personnes, aurais-je commis un crime contre le roi, mon seigneur ? ». Le fait que les Hébreux ne sont pas en Canaan vers 1350 av. J.-C. est ainsi attesté dans les lettres d'Amarna.
La stèle de Mérenptah, conservée au musée égyptien du Caire, atteste que, postérieurement à -1200, les Israélites sont une population du pays de Canaan.
Il ne resterait donc, comme période à laquelle l'Exode aurait pu avoir lieu, que l'intervalle entre 1300 et 1200 av. J.-C. C'est l'hypothèse qui semble la plus plausible parmi les archéologues.
Cependant, une objection importante rend difficile de placer l'Exode sous Ramsès II : cette époque est bien connue et ne livre aucune trace d'un événement de l'ampleur de l'Exode tel que décrit dans la Bible. Claude Vandersleyen l'avait déjà fait remarquer. Alain Zivie le souligne : « Mais très vite alors apparaît une forte contradiction. L’affrontement entre Ramsès et Moïse a certes quelque chose de grandiose […]. Mais si l’on s’étonne et si l’on rappelle qu’il n’y a rien dans le règne de Ramsès II qui aille vraiment dans ce sens et que de toute façon l’Égypte est muette sur Moïse et sur l’Exode (et sans doute même sera-t-elle toujours muette), alors on s’entend répondre que, de toute façon, il s’agit là d’un épisode mineur de l’histoire égyptienne et même du Proche-Orient, et qu’il n’y a pas de raison qu’il en soit fait mention par les Égyptiens. […] Mais alors, où est l’affrontement, où est l’épopée, où est le triomphe que Ramsès II, géant parmi les géants, serait censé avoir remporté sur Moïse, accoucheur d’un peuple, quasi-prophète à la stature immense ? Que gagne-t-il, le grand pharaon, à devenir le partenaire, sur la scène de l’histoire, de Moïse, en fait simple chef d’un groupe dérisoire et dépenaillé ? […] Mais il semble vraiment nécessaire de tenter de reprendre toute cette question d’un point de vue vraiment historique et égyptologique. Pour cela, il ne sera pas inutile de faire table rase des constructions toutes faites, comme cette association purement gratuite de l’Exode avec Ramsès II. »[réf. nécessaire]
Pour sa part, Israël Finkelstein constate que la tentative de localiser les événements de l'Exode à l'époque de Ramsès II se heurte à des difficultés insurmontables, pas la moindre mention d'un tel épisode n'apparaissant dans aucune source égyptienne sur le Nouvel Empire et pas la moindre trace n'existant d'anciens Hébreux en Égypte. Donald Redford le souligne également et il ajoute que, symétriquement, le récit biblique est muet sur toute l'Égypte historique : il ne contient pas un mot sur la dynastie des Aménophis, sur celle des Thoutmôsis, sur celle des Ramsès, il est muet sur l'Empire égyptien et ses expéditions militaires en Palestine comme sur ses petits rois vassaux en Canaan, il ignore le conflit avec les Hittites, les invasions des Peuples de la mer (les Philistins de la Bible sont déjà présents dans le récit à l'époque d'Abraham).

### Hypothèse de datation à la fin des ramessides
Alain Zivie propose cette hypothèse, qu'il estime plus plausible que l'époque de Ramsès II : « Du reste, le texte d’Exode 1,10 évoque la crainte égyptienne de voir les Hébreux s’allier à des ennemis de l’extérieur. […] Mais ce thème-là, on le retrouve aussi à l’extrême fin de la XIXe dynastie, avec peut-être une base historique réelle. […] Même si en effet on fait la part des choses et du discours habituel de reprise en main après une période agitée, des faits troublants sont mentionnés dans ces textes, qui ne correspondent pas élément par élément avec le récit biblique (cela ne sera jamais, il faut s’en convaincre), mais qui nous jettent dans une atmosphère semblable, en un moment de crise, intérieure, en liaison avec des Asiatiques, et dans un contexte égyptien de grande faiblesse politique (vers 1190 avant notre ère) ».

### D'autres hypothèses de datation de l'Exode
Emmanuel Anati propose une datation très haute de l'exode (dernier quart du IIIe millénaire av J.C.) qui, si elle a reçu un certain écho médiatique et les encouragements du Vatican, a aussi reçu des réactions très négatives dans les milieux scientifiques où la quasi-totalité des archéologues s'opposent à ses thèses.
Une lecture quelque peu rapide a fait d'Akhénaton un inventeur du monothéïsme (en fait, les différents cultes des dieux égyptiens se sont poursuivis dans les temples égyptiens à l'époque d'Akhénaton, ils n'ont nullement été supprimés). Alain Zivie conclut ainsi : « Et tant qu’on n’aura pas apporté des arguments véritables et nouveaux en faveur d’une datation de ces événements si insaisissables sous le règne de Ramsès II, cessons donc de mettre face à face le plus célèbre des pharaons et le chef hébreu. Tant qu’à faire, si l’on tient à voir deux grandes figures s’affronter, on préférera encore la confrontation entre Akhénaton et Joseph évoquée dans la série romanesque de Thomas Mann, Joseph et ses frères. Celle-ci n’est pas plus fondée historiquement, tant s’en faut, que celle opposant Ramsès II et Moïse, mais du moins a-t-on affaire là à une fiction littéraire digne de ce nom ».

## Contexte archéologique d'un éventuel Exode

### Scarabées commémoratifs, correspondance diplomatique, écrits des scribes égyptiens
En plus des abondantes inscriptions officielles sur les murs des temples et les stèles, trois types d'objets, principalement, contiennent des textes : ce sont les scarabées commémoratifs, la correspondance diplomatique officielle sur tablettes d'argile et la correspondance privée des scribes égyptiens principalement sur papyrus. Le contexte d'un éventuel Exode a été activement recherché dans les données archéologiques que ces textes contiennent. 
Thoutmôsis III installe, vers 1450 av. J.-C., la domination militaire égyptienne sur le Proche Orient, plaçant ses conseillers un peu partout. Dans ses écrits, il parle des différents peuples qu'il rencontre, mais, s'il parle des Apirou (voir ci-après), il est muet sur les Hébreux.

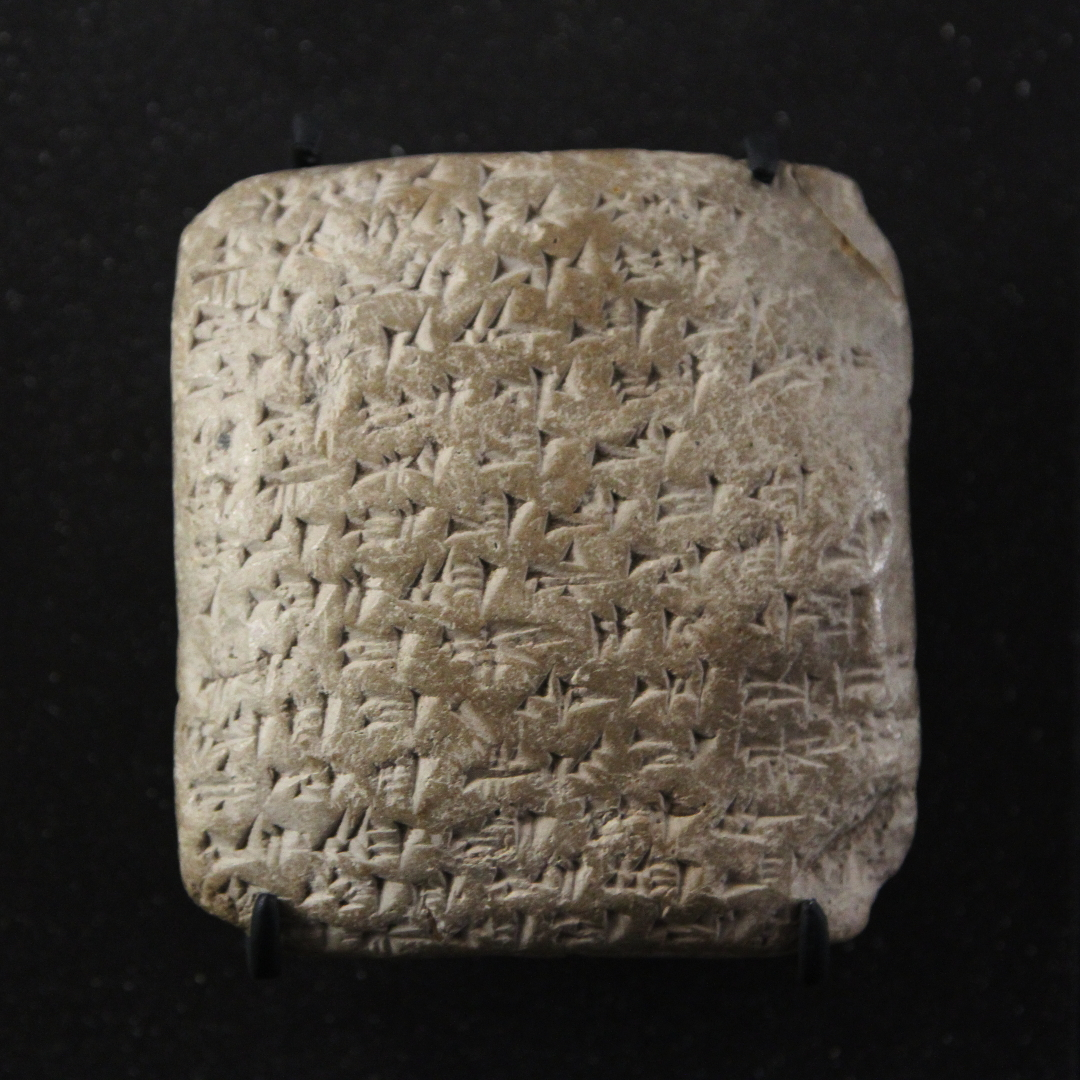
Lettre d'Amarna, Musée du Louvre (lettre de Biridiya, écrite à Megiddo, en cunéiforme, adressée au pharaon).

Sous Akhénaton, les lettres d'Amarna sur tablettes d'argile, tirées des fouilles, décrivent Canaan vers 1350 av. J.-C. : le bas-pays est contrôlé par des cités-États dans lesquelles se trouvent les garnisons égyptiennes. Les hautes terres sont partagées en territoires peu peuplés, dimorphes, une partie de la population étant sédentaire et une partie nomade. Le roi de Jérusalem, Abdi-Heba se plaint des méfaits, sur son territoire (quelques hameaux s'étendant de Béthel à Beersheba) de l'ethnie Shasou et des Apirou (voir ci-après). Il réclame de l'aide à l'Égypte. Des conflits de territoires l'opposent à Shuwardata, souverain de Gat, la cité-État de la plaine côtière. À Sichem (hautes terres du nord) règne Labayu, qui lance une attaque sur la cité-État de Megiddo : c'est un échec qu'il paie de sa vie. Ces textes donnent une connaissance détaillée des cultures qui existent vers 1350 av. J.-C. en Canaan : aucune mention n'est faite de la culture des Hébreux, ce qui montre que les Hébreux ne sont pas en Canaan à l'époque des lettres d'Amarna.

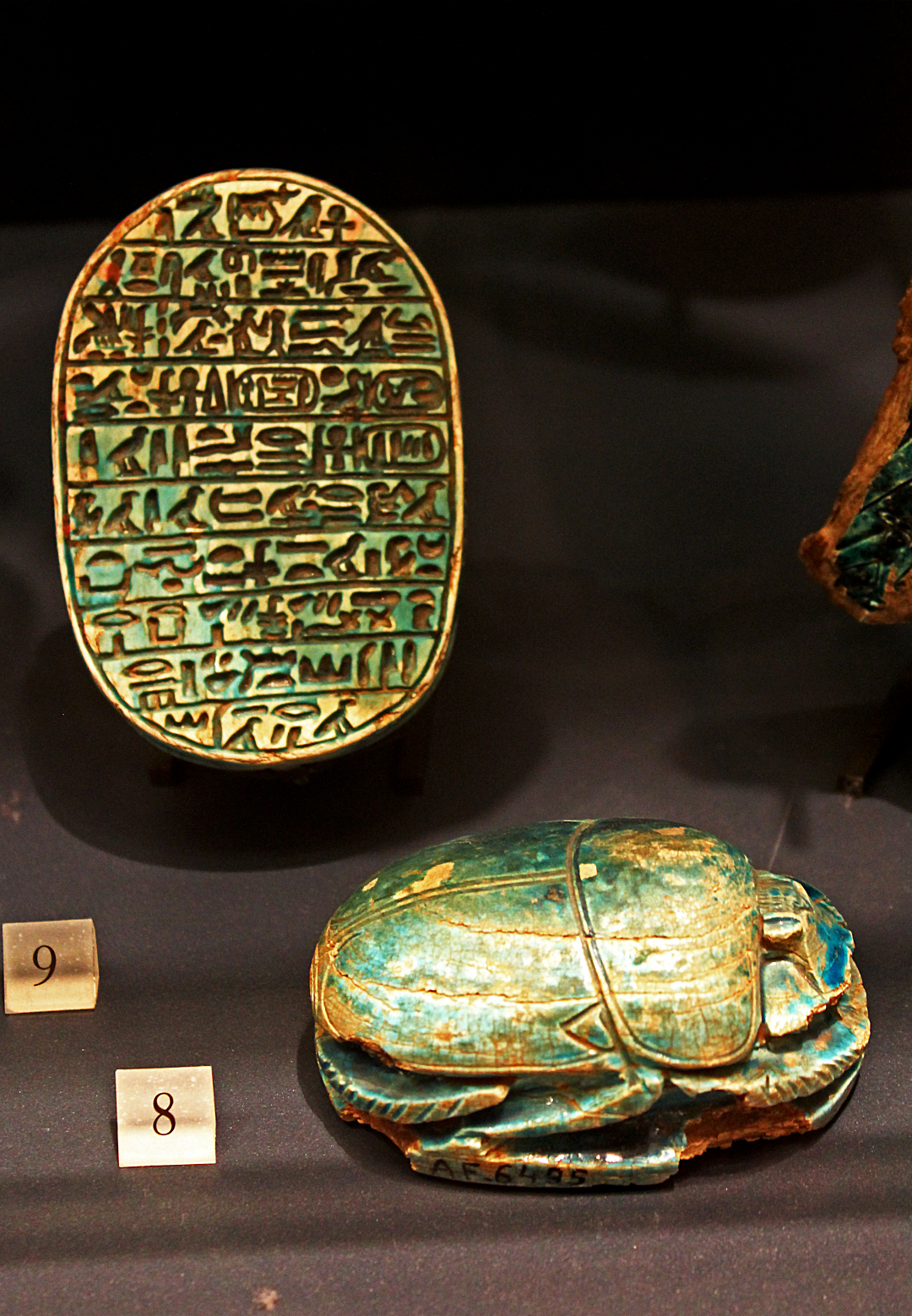
Scarabées commémoratifs d'Amenotep III, Musée du Louvre (no 8 chasse aux lions, no 9 au nom d'Amenotep III et de Tiyi).

D'Amenhotep III à Ramsès II en passant par Akhénaton, l'Égypte entretient avec toute la Méditerranée orientale une correspondance soutenue. Il s'agit tout d'abord des scarabées commémoratifs : depuis l'époque des Hyksôs, certains souverains Égyptiens ont pris l'habitude d'envoyer aux autres souverains qu'ils connaissent, à l'occasion de chaque évènement marquant, un bijou en forme de scarabée comportant sur le ventre un petit texte qui commémore cet évènement. Datant d'Amenhotep III, de nombreux exemplaires de ces scarabées commémoratifs ont été tirés de fouilles sur une très large étendue géographique, ce qui trace la zone d'influence de ce souverain. La correspondance diplomatique d'Amenhotep III nous est également connue par les lettres d'Amarna sur tablettes d'argile, retrouvées dans les fouilles de ce site. Dans ces tablettes apparaissent les noms des souverains d'une certaine importance et les problèmes de leur royaume. La fonction de courrier est institutionnalisée sous les ramessides, un corps militaire spécial en est chargé. Par exemple, sous Ramsès II, Aménémopé écrit : « [Sa majesté] m'a fait conducteur de char et superviseur de l'écurie. Mon seigneur m'a loué pour ma compétence, et m'a désigné commandant de bataillon de son armée… et il m'a envoyé comme messager du roi dans toutes les terres étrangères, et je lui ai rendu compte des terres étrangères dans tous les détails ». Il est question de Canaan (où l'on retrouve de nombreux scarabées commémoratifs hyksôs tirés des fouilles, des villes de Palestine (Jérusalem, Sichem), des Araméens, mais il n'est nulle part fait mention d'Hébreux ni d'Israélites, jusqu'à la stèle de Mérenptah (1207 av. J.-C.), sur laquelle ils sont mentionnés à la fin d'une liste, ligne 27, l'avant-dernière de la stèle, parmi les populations de Canaan vaincues. En résumé, parmi toutes les populations du Proche Orient, ils semblent avoir, pour les Égyptiens, une importance secondaire vers 1207 av. J.-C.
L'existence vers 1210 av. J.-C. d'un groupe d'hommes et de femmes appelé « Israël » quelque part sur les hautes terres de Cisjordanie, semi-nomade et n'habitant pas dans une ville (voir stèle de Mérenptah), est une donnée archéologique.
De nombreux scribes égyptiens sont rattachés à l'armée. À leur tête se trouve le « superviseur des scribes de l'armée ». Amenhotep fils de Hapou, qui remplit cette fonction sous Amenhotep III, précise : « J'ai levé les impôts de mon seigneur, mon calame a compté les nombres parmi les myriades… J'ai imposé des départements selon les nombres s'y rapportant, et j'ai prélevé les contingents de leurs départements… J'ai levé des recrues, et j'ai mis les contingents en ordre de marche pour punir les étrangers dans leurs places… tout en exerçant la surveillance des mouvements des bédouins ». Les archives sont gardées, dans la capitale, par l'« archiviste en chef des dossiers militaires ». Chaque compagnie, chaque caserne, chaque fort a son scribe. Cette multiplicité des sources permet, dans certains cas, de fournir une version quelque peu différente de la version officielle. C'est ainsi que la cruauté exceptionnelle de Mérenptah vis-à-vis des Medjaÿ de Koush (certains habitants furent brûlés vifs devant les leurs, d'autres eurent leurs deux mains coupées, d'autres eurent les oreilles et les yeux enlevés) est connue grâce à un vice-roi de Koush,. Si un accrochage d'ampleur avait eu lieu entre l'armée égyptienne et des fugitifs Hébreux, il est difficile, compte tenu de la multitude de scribes, de penser qu'aucune trace n'en soit restée.

### Sémites, Shasou, Apirou et autres Asiatiques en Égypte
C'est dans les populations d'Asiatiques tels qu'elles apparaissent dans les données archéologiques qu'on peut chercher l'existence de la population des Hébreux décrits dans le récit biblique de l'Exode et Moïse.
Le terme Asiatiques désigne l'ensemble des populations qui vivent à l'est de l'Égypte. Depuis Thoutmosis III, une colonie syrienne installée à Karnak est attestée. Un quartier syrien existe à Louxor. Un certain nombre d'Hyksôs travaillent à Memphis. Les données archéologiques attestent que des colonies d'Asiatiques, venus de tous les pays de l'Empire et groupés par ethnies, se développent de façon importante sous les Ramessides, notamment dans la région du Fayoum. Il s'agit exclusivement de travailleurs libres. Les prisonniers de guerre ou les condamnés de droit commun, s'ils ne sont plus en prison, sont répartis chez des particuliers (voir ci-dessous la question de l'esclavage).
Les Sémites sont présents en Égypte, régulièrement représentés dans l'iconographie, de façon conventionnelle avec une barbiche en pointe caractéristique. Le célèbre dessin relevé par Champollion dans la tombe du vizir Rekhmirê montre un groupe d'ouvriers sémites, en parfaite égalité avec les ouvriers égyptiens, fabriquant des briques et construisant un mur.
Des Shasou, dont des groupes travaillent en Égypte, les données archéologiques attestent que ce sont des semi-nomades de Palestine et de Syrie appartenant à l'ethnie des Bédouins. Après le règne de Ramsès III, le terme Shasou devient synonyme de Bédouin. Il existe quelques points de correspondance entre ces Shasou, attestés, et le récit biblique. Le « pays des Shasou », attesté dans les données archéologiques, est un toponyme désignant la région montagneuse de Se'ir (Edom) située à l'est de l'Arabah. Il apparaît plusieurs fois dans les documents égyptiens : il figure notamment sur une liste dans le temple de Soleb construit par Amenhotep III (1391/1390-1353/1352 av. J.-C.), pour six toponymes situés « au pays des Shasou ». L'un de ces toponymes est « YHW au pays des Shasou ». Pour Donald Redford, il s'agit indubitablement du tétragramme. Il se peut que le toponyme provienne d'un culte, ou, à l'inverse, qu'un culte provienne du toponyme. Les listes du temple de Soleb étant établies à partir de documents du XVe siècle, le toponyme « YHW au pays des Shasou » remonte à cette époque. Selon Donald Redford, le Mont Séïr est un lieu d'origine dans le récit biblique, mais il faut se garder de toute extrapolation faisant remonter les Israélites à ce petit groupe de Shasou du XVe siècle.
Le terme Hapirou ou Habirou, dont il est attesté que des groupes travaillent en Égypte, apparaît dans des textes depuis le Dynastique archaïque jusqu'à la fin de l'Âge du Bronze, on le rencontre dans les données archéologiques sur une très large étendue géographique, de la Mésopotamie à l'Anatolie et à l'Égypte. Il désigne principalement des marginaux, mercenaires plus ou moins brigands. Il est maintenant attesté que les Apirou portent des noms d'origines ethniques variées : ils constituent donc un groupe socio-économique et non pas une ethnie. Selon Olivier Rouault, « Le terme de Hapirou/Habirou a fait couler beaucoup d'encre, en partie en raison de sa ressemblance avec le nom des Hébreux, avec lequel il semble finalement n'avoir aucun rapport ».
Il est attesté, par les données archéologiques, que la main-d’œuvre étrangère d'Asiatiques dispose des mêmes droits que la main-d’œuvre égyptienne. Selon une vieille tradition, les enfants les plus doués, égyptiens ou étrangers, sont repérés très tôt et recrutés comme Enfants du Kep, l’école d’élite de Pharaon. Dans cette école, beaucoup d’enfants sont issus des grandes familles, mais il y en a également issus de milieux très modestes qui accèdent d’emblée, par cette voie, aux plus hautes fonctions dans l’État égyptien. L'ascension sociale vertigineuse d’un Moïse telle que décrite dans le récit biblique est donc tout à fait plausible dans l'organisation de la société égyptienne. Parallèlement à cette tradition, Thoutmosis III ramène en Égypte des enfants de princes étrangers qu’il forme (à Louxor) dans le but d’en faire ensuite des souverains égyptianisés dans leur pays d’origine : cette politique sera poursuivie avec succès sous les Ramessides.

### Question du nombre d'Hébreux concernés
Selon le récit biblique, la fuite concerne 600 000 hommes, sans compter les enfants. Tous les commentateurs donnent à ce chiffre un sens symbolique. D'ailleurs, pour Donald B. Redford, responsable des fouilles de Mendès dans le delta, le chiffre est extravagant car, à l'époque, selon les données archéologiques, la population de l'Égypte est estimée à 2 800 000 personnes : pareille fuite aurait laissé une saignée impossible à masquer dans le pays. D'autant plus que ce ne sont pas 600 000 individus qui auraient quitté le pays mais 600 000 familles, ce qui représente un nombre beaucoup plus important de personnes. 
Calcul du nombre d'Hébreux s'enfuyant d'Égypte.
Le séjour des Hébreux en Égypte dura 430 ans (Exode 12.40, 12.41) après l'arrivée de Jacob-Israël, accompagné de sa descendance et des familles de celle-ci. Les versets de la Genèse, 46.8 à 46.27, en font le dénombrement : une fille, onze fils et cinquante-quatre petits enfants. Il s'établit dans la contrée de Ramsès (Gen 47.11).
En prenant 30 ans pour durée d'une génération, comme c'est la règle en généalogie, l'Exode aura donc lieu au cours de la 15e génération. Pour passer de 54 couples à 600 000 couples en 15 générations, il faut plus de quatre enfants par couple. C'est donc environ 3 600 000 Hébreux qui partent d'Égypte. C'est impossible puisque ce nombre est plus important que celui de la population estimée à l'époque. D'autre part on ne peut pas éliminer le chiffre de 600 000 car celui-ci est confirmé dans le livre des Nombres (1:46) : tous ceux dont on fit le dénombrement furent six cent trois mille cinq cent cinquante.
L'épigraphiste André Lemaire écrit : « On présente généralement l'exode comme la migration massive de tous les ancêtres d'Israël. Cependant un examen détaillé des traditions anciennes révèle qu'il ne s'agissait primitivement que des ancêtres d'Éphrahim et d'une partie de Manassé, les « Benê-Israël », installés autour du sanctuaire de Silo. Les fouilles de cette région révèlent qu'elle était très peu peuplée vers 1200 av. J.-C. (environ 3 800 habitants ?). C'est dire que le groupe hébreu sorti d'Égypte ne devait pas être nombreux : de quelques centaines à un millier environ. »

### Question de l'itinéraire
Sur l'itinéraire qu'auraient emprunté les Hébreux, le récit biblique de l'Exode est flou (comme sur la date). Ce flou n'est pas dû à une mauvaise technologie : l'Égypte maîtrise, depuis très longtemps, la localisation des lieux géographiques avec une grande précision, y compris dans le désert, les puits décrits ont été retrouvés et les itinéraires égyptiens sont très bien identifiés. Le désert a la propriété de conserver intacts les débris de poterie qui lui sont confiés. Après avoir fouillé la région au moyen de la technique de prospection de surface, les archéologues ont trouvé des traces de vie à différentes époques, antérieures ou postérieures à l'époque de Ramsès II, mais rien à l'époque de son règne (la même technique a pourtant permis d'identifier et de compter 45 000 personnes disséminées sur les hauts plateaux de Canaan, voir ci-après). Les fouilles de l'oasis de Kadesh Barnéa (celle de la Bible) ont démontré qu'il n'y a pas eu de séjour de population entre 1300 et 1200 av. J.-C.
Aucune des villes de Pithôm et de Ramsès n'existe dans les données archéologiques et, si l'on veut chercher une correspondance, il faut recourir aux analogies. Le problème, c'est que ces analogies vont conduire à deux villes certes localisées dans le delta oriental, près de la branche pélusiaque du Nil, mais appartenant à deux époques complètement différentes : elles n'ont jamais existé ensemble. En effet, la fondation de la capitale Pi-Ramsès au début du règne de Ramsès II (1290-1224 av. J.-C.) et son abandon vers 1100 av. J.-C. sont attestés. Pourtant si, dans les données archéologiques, Pi-Ramsès est clairement rattachée à l'époque de Ramsès II, Pithom du récit biblique conduit à une analogie dans l'époque de Nékao II. Les données archéologiques montrent qu'entre l'automne 609 et le printemps 606 av. J.-C., Nékao II travaille au projet ambitieux de relier par une voie navigable la Mer Rouge à la Méditerranée. Il creuse le cours du Wady Tumillat, probablement du lac Karoum à l'extrémité nord du golfe de Suez. Sur la rive nord, à vingt kilomètres environ du golfe, il fonde une forteresse de frontière et un entrepôt appelé dans les données archéologiques « La Maison d'Atoum », un dieu qui est intimement associé à cette région orientale ; la forme égyptienne du nom est Pr-itm, qui se rapproche, selon Donald Redford, du toponyme hébreu Pithom du récit biblique. Le rédacteur de la Bible, selon Donald Redford, décrit un delta oriental et un Sinaï avec des toponymes qui dénotent le renouveau d'intérêt qu'ont créés ces travaux de construction du fort et du canal, de Bubastis aux lacs Amers. Un demi-millénaire sépare donc deux villes, Ramsès et Pithom, présentées dans le récit biblique comme toutes deux de l'époque de l'Exode. Donald Redford écrit, : « Bref, en ce qui concerne la géographie de l'Exode, le compilateur post-exilique de la version biblique actuelle n'a eu accès à aucun détail véritablement ancien ».

## Non-historicité de l'esclavagestricto sensuet du retour d'Exode
Trois données positives sur la non-historicité du récit biblique ont été apportées par l'archéologie. Tout d'abord, depuis longtemps, il est établi que l'esclavage stricto sensu  tel qu'il est décrit dans la Bible n'existait pas en Égypte : cet aspect du récit biblique est donc, d'emblée, non historique. À cela sont venues s'ajouter, depuis les années 1990, deux données positives sur la non-historicité du récit biblique. Il s'agit de la non-existence de la conquête militaire de Canaan, prouvée par l'examen et la datation des ruines, et de l'existence des traces des premiers Israélites sur les hautes terres de Cisjordanie, petite population d'origine locale incompatible avec le retour massif en Canaan d'une population d'Hébreux. Ces deux dernières données archéologiques sont décisives et permettent aux archéologues de conclure (voir ci-après le paragraphe "Compléments d'information").

### La question de l'esclavage en Égypte
L'existence d'un esclavage en Égypte antique fait l'objet d'un débat aussi bien dans sa définition que dans son application. Si les spécialistes s'accordent pour dire que l'esclavage, tel qu'il se pratiqua dans la Grèce antique (individu privé de sa liberté, qui devient la propriété, exploitable et négociable comme un bien matériel, d'une autre personne), n'a pas existé en Égypte avant la période ptolémaïque, plusieurs formes de servitudes existaient néanmoins. Le testament d'Ouah (début du règne d'Amenemhat IV) atteste de la possibilité de léguer des personnes au même titre que du mobilier. Cette possibilité est présente dès l'Ancien Empire. Des personnes sont donc des propriétés exploitables et négociables. Néanmoins, l'absence d'attestation de réification complète de la personne rend controversée l'utilisation du terme d'« esclave ». Certains auteurs considèrent que les premières traces réelles d'esclavage seraient apparues au début de la XVIIIe dynastie,. Pour d'autres, les premières ventes d'esclaves stricto sensu auraient émergé au cours de la XXVe dynastie,.
Les grands travaux étaient en partie faits par des hommes libres. Les ouvriers de Deir el-Médineh, bâtisseurs de la vallée des rois n'étaient pas des esclaves, mais des petits fonctionnaires choyés par le pharaon et bénéficiant d'un logement individuel. Un texte de Ramsès II, adressé aux ouvriers de la région d'Héliopolis, ne laisse aucun doute sur ce fait. Les 20 000 ouvriers bâtisseurs de la pyramide de Khéphren, détenteurs d'une technicité très avancée, n'avaient rien d'esclaves et étaient bien traités. Les ouvriers de Deir el-Médineh ou d'Héliopolis sont une élite, représentative des bâtisseurs des grands travaux (les ouvriers du pharaon), mais pas  des Égyptiens moyens qui constituent la grande masse des paysans.
Les prisonniers de guerre, quand ils ne sont pas en prison ou recrutés comme hommes libres dans les temples, l'armée ou l'administration, sont placés comme domestiques chez des particuliers : contrairement aux soldats, ils ne sont jamais regroupés par ethnies, ni utilisés dans les grands travaux qui nécessitent une haute technicité (dans les temples, ils participent aux travaux de construction ordinaires en brique, mais pas en pierre taillée, voir ci-dessous sémites dans la tombe du vizir Rekhmirê). Ces prisonniers pouvaient être marqués au fer rouge.
Enfin, des hommes non libres (désignés sous le nom d'esclaves dans certaines traductions) relèvent administrativement des structures institutionnelles ou de propriétaires privés, mais restent dotés de leurs pleines capacités juridiques. Ainsi, le terme jssw, en usage dès la VIe dynastie, est traduisible par « ma propriété » et désigne un servant, propriété du maître ayant un rôle particulier dans le service funéraire. Le terme bȝk est la forme la plus controversée quant à sa traduction. Il semble s'agir davantage d'un serviteur. Néanmoins, une stèle de l'Ancien Empire décrit l'acquisition de Bȝk.w prouvant la possibilité de transfert de propriété. Selon Lange-Schäfer, certaines servitudes pouvaient être reconnaissables au port de collier et de bracelet verts et en cas de fuite, il y avait des recherches et des poursuites. Selon le Dictionnaire de l'Antiquité :

« Ils disposaient en effet d'un état civil, de droits familiaux et patrimoniaux ; ils pouvaient contracter, ester et tester en justice, et ils étaient même fiscalement responsables, ce qui élimine d'emblée tout statut d'esclave les concernant. Les prétendus contrats de « ventes d'esclaves » que l'on rencontre à la basse époque sont, si l'on approche ces transactions de leur contexte archivistique, des cessions portant sur du travail et des services temporaires, préalablement évalués et quantifiés et pouvant aussi faire l'objet d'un usus transmissible dans le cadre des successions...//... L'exclusion qui caractérise l'esclavage n'a pas sa raison d'être dans une société qui pratiquait au contraire l'intégration à tous les niveaux. La pratique du système de la corvée—à laquelle était soumise la population dans son ensemble—permettait l'obtention périodique de journées de travail au bénéfice de l'État, de l'administration ou des temples, et rendait par là inutile le recours à l'institution de l'esclavage. »

Cette condition d'homme non libre est bien illustrée dans l'exemple qui suit (où le mot esclave a été utilisé dans la traduction au lieu de homme non libre). Si-Bastet, barbier de Toutmôsis III, écrit : « J'ai un esclave qui m'a été affecté et qui s'appelle luwy-Amun. Je l'ai capturé moi-même quand je suivais le Chef [en campagne]… On ne doit pas le battre et aucune porte du palais ne doit lui être interdite. Je lui ai donné la fille de ma sœur Nebetto, dont le nom est Takament, comme épouse. Elle aura une part dans (ma) succession de la même façon que mon épouse et ma sœur ».
À Deir el-Medineh, se retrouve un système de « femmes-esclaves » au service des maisons particulières. Les journées de travail pouvaient être cédées, vendues ou léguées. Le système de servitude en Égypte semble donc concerner davantage la force de travail que la personne.

### Données positives sur la non historicité d'une conquête militaire de Canaan
Les villes de la conquête de Canaan telles que Jéricho et Aï sont identifiées depuis longtemps, leurs sites en révèlent les vestiges et on sait désormais dater les constructions et les destructions de façon précise (notamment grâce aux récents progrès de la datation au carbone 14). On sait donc établir scientifiquement si, oui ou non, il y a eu dévastation d'une région par une conquête militaire. Or, les archéologues sont désormais d'accord : il n'y a pas eu de conquête militaire de Canaan. Les destructions de cités s'échelonnent dans la durée sur plus d'un siècle et demi (et non pas dans le temps court du récit biblique) et, de plus, le phénomène est général dans tout le bassin oriental de la Méditerranée, touchant des régions qui n'ont clairement rien à voir avec les Hébreux. Ce phénomène de grande ampleur, lié au passage de l'Âge du bronze à l'Âge du fer, s'appelle un effondrement systémique.
Ces données positives prouvent la non historicité du récit du retour des exilés tel qu'il est raconté dans la Bible (il est prouvé qu'il n'y a pas eu de conquête militaire de grande ampleur).

### Données sur les premiers Israélites: non historicité du retour d'une population massive
À la suite des prospections de surface entreprises en 1990, il est maintenant établi par l'archéologie que les premiers Israélites sont apparus (voir Données archéologiques sur les premiers Israélites) à partir de 1200 av. J.-C. sur les hautes terres. Cette sédentarisation d'un groupe de population est conforme à l'inscription sur la stèle de Mérenptah. Cette population, en continuité avec la culture cananéenne de l'époque précédente, est évaluée selon Finkelstein à 45 000 personnes vers 1000 av. J.-C. au moyen des méthodes habituelles de l'archéologie. Amihai Mazar mentionne, sur ce sujet, les travaux de différents chercheurs (notamment ceux d'Israël Finkelstein), rassemblés dans From Nomadism to Monarchy: Archaeological and Historical Aspects of Early Israël. On estime la population en multipliant le nombre d'hectares de chaque site par un coefficient, 250 personnes par hectare pour les estimations de Finkelstein, ce qui conduit à 60 000 personnes pour la population des hautes terres à l'Âge du Fer I. Amihai Mazar note que ce chiffrage suppose que tous les sites sont occupés en même temps, et que la qualité de l'estimation dépend de l'exactitude des surfaces estimées et du bon choix du coefficient multiplicateur (la méthode ne peut fournir qu'un ordre de grandeur). Un chiffre aussi faible, même imprécis, réduit à néant toute possibilité que ces Israélites soient les descendants d'une population importante d'Hébreux venus d'ailleurs, par exemple d'Égypte. Le développement progressif de cette population, depuis les tout premiers Israélites de 1200 av. J.-C., peut être suivi jusqu'à l'époque des rois David et Salomon et au-delà. Si la découverte a été accueillie en 1990 avec un certain scepticisme, elle n’est maintenant plus contestée sérieusement et il y a consensus, parmi les archéologues, sur le lieu, sur la date et sur le nombre (voir ci-dessous Pierre de Miroschedji).
La découverte des premiers Israélites, en très petit nombre, prouve la non historicité du retour en Canaan d'une population importante d'exilés (il est prouvé qu'il n'y a pas eu d'arrivée en Canaan d'une population de grande ampleur). L'histoire de la population des Israélites commence vers 1200 av. J.-C., c'est celle dont l'archéologie porte la trace : le récit biblique des Hébreux en Égypte, du retour de cette population nombreuse en Canaan, de leur conquête militaire, de leur installation et de leur devenir en tant qu'Israélites est sans rapport avec ce que l'archéologie démontre.

## Compléments d'informations

### Conclusions archéologiques
En 1992, l'égyptologue Donald Redford écrit : 
« Une telle manipulation de l'évidence relève de la prestidigitation et de la numérologie ; pourtant, elle a produit les bases fragiles sur lesquelles un nombre lamentable d'« histoires » d'Israël ont été écrites. La plupart sont marquées par une acceptation quelque peu naïve des sources au pied de la lettre, à laquelle s'ajoute l'échec d'une évaluation de l'évidence quant à son origine et à son sérieux. Le résultat, c'est que toutes les données ont été réduites sur le même plan, la plupart, sinon toutes, apportant de l'eau à toutes sortes de moulins. Les savants ont déployé beaucoup d'efforts sur des questions au sujet desquelles ils ont échoué à démontrer qu'elles avaient une quelconque pertinence. […] On peut apprécier l'inutilité de ces questions si l'on pose des questions similaires sur les histoires du roi Arthur, sans soumettre au préalable le texte à une évaluation critique. »

En 1996, dans Ramsès II (éditions Pygmalion), l'égyptologue Christiane Desroches Noblecourt écrit p. 252 que 
« […] le récit en question est le résultat d’un brassage de faits indépendants les uns des autres, remontant à diverses époques, recueillis très tardivement et recouvrant probablement un événement très mineur, en tout cas aux yeux des Égyptiens, qui aurait été mis en relief pour former un récit « héroïque » cohérent. »
 Elle ajoute, p. 253 : 
« En définitive, on pourrait conclure…. que s’il y eut escarmouche, et peut-être conflit, entre les autorités de Pharaon et un groupe de travailleurs d’origine sémitique qui abandonnèrent leur tâche et fuirent l’Égypte, l’événement prit une dimension majeure pour les Apirou (sans doute les futurs Hébreux), qui le situèrent à l’origine de leur histoire. »

En 2004, dans Symboles de l'Égypte (éditions Desclée de Brouwer), le ton est devenu beaucoup plus catégorique et Christiane Desroches Noblecourt écrit, p. 125 : 
« Il est absurde, d'une part, de prendre le texte biblique pour un document historique, d'autre part d'inverser l'importance des protagonistes : Israël n'est mentionné qu'une seule fois sur une stèle de Mérenptah, alors que le mot Égypte est utilisé 680 fois dans la Bible. »

Elle ajoute, p. 126 : 
« Les allusions à l'Égypte dans la Bible servent essentiellement à nourrir l'histoire interne des Hébreux, en donnant un vague décor à certains épisodes, et sont sans rapport avec ce que l'histoire actuelle enseigne. »
En 2005, l'archéologue Pierre de Miroschedji signe un article dans la revue La Recherche (voir bibliographie ci-dessous). Il écrit :
« D'une façon générale, aucun archéologue sérieux ne croit plus aujourd'hui que les événements rapportés dans le livre de Josué ont un fondement historique précis. Des prospections archéologiques, au début des années 1990, en particulier, ont révélé que la culture israélite a émergé dans les collines du centre du pays, en continuité avec la culture cananéenne de l'époque précédente. »
Il souligne que rien n'empêche d'utiliser la Bible en archéologie, à titre de document soumis à la critique, comme les archéologues le font avec tout document.

### Sur deux ouvrages récents d'archéologie
Outre les analyses sur David et Salomon, un livre d'Israël Finkelstein et Neil Asher Silberman brosse le tableau des populations en Pays de Canaan : Cananéens des vallées et des cités-États, Philistins des plaines côtières, jusqu'en 900 av. J.-C., et, à partir de 1200 av. J.-C., premiers Israélites semi-nomades (dont Finkelstein est l'un des découvreurs). Plusieurs lettres d'Amarna décrivent en détail les populations présentes vers 1350 av. J.-C., dont les Israélites sont absents, puis le livre montre l'alphabétisation (900 av. J.-C.) des Israélites du royaume des Omrides, redoutables guerriers détestés dans la Bible (capitale Samarie, gros centre administratif et de gestion de la production), enfin l'alphabétisation très tardive (800 av. J.-C.) des Israélites de Juda (capitale Jérusalem, société restée longtemps rurale, sans gestion de la production à l'échelle du royaume, ni gestion administrative). L'ouvrage est à jour sur les datations au carbone 14. La bibliographie comporte 363 références, classées par thèmes en 120 catégories.
Dans un premier temps, William G. Dever, avec son livre publié en 2002, Aux origines d'Israël. Quand la Bible dit vrai, s'oppose aux chercheurs précédents sur l'âge exact de la différenciation entre les populations cananéennes et les populations proto-israélites. Selon lui, la différence entre ces populations est d'ordre purement sociologique, les Cananéens étant les habitants des cités, administrés par les Égyptiens, tandis que les proto-israélites sont d'extraction paysanne. C'est la bonne organisation familiale des seconds, interprétée d'après les plans des habitations et vraisemblablement liée à l'alphabétisation et au respect d'interdits alimentaires (absence de porc dans les ossements animaux), et la décadence des premiers qui aurait permis l'éclosion des premiers royaumes d'Israël. Pour Dever, l'Exode est une transition culturelle et non une migration. Le livre contient une bibliographie très complète, en anglais, des travaux archéologiques sur les époques couvertes par la Bible.
Dans un second temps, après des recherches plus poussées, il écrit en 2007 : « J'ai écrit pour mettre en échec les minimalistes, puis je suis devenu un d'entre eux » .
Voir aussi : "L'Exode et la conquête israélite", dans Eric H. Cline : 1177 avant J.-C. Le jour où la civilisation s'est effondrée, traduit par Philippe Pignarre, La Découverte, 2015, p. 108-114 Présentation éditeur

### Pour approfondir le sujet
- L'article de Pierre de Miroschedji dans la revue La Recherche no 391 du 01-11-2005, dossier spécial intitulé Les archéologues réécrivent la Bible. Le but de ce dossier est de faire le point sur les travaux récents des archéologues en Israël, en dégageant ce qui fait maintenant consensus, et les points sur lesquels les archéologues n'ont au contraire pas encore tranché. Quand il y a consensus, c'est sur un fait et une date (une donnée archéologique), pas sur une interprétation ni sur une théorie. Il y a consensus sur la conquête militaire de Canaan (elle n'a pas eu lieu) et sur les premiers Israélites (date, lieu et nombre). Il n'y a pas consensus sur certaines datations de grandes constructions que l'on a attribué, au siècle dernier, un peu vite, à Salomon.

- Le film (en 4 parties), La Bible dévoilée. Les révélations de l'Archéologie. Réalisé en 2005 par Thierry Ragobert, écrit par Isy Morgensztern et Thierry Ragobert, sur le travail d'Israël Finkelstein et de Neil Asher Silberman, avec la participation de Jacques Briend, professeur honoraire de l'Institut catholique de Paris, et de Thomas Römer, professeur d'Ancien Testament à l'université de Lausanne, dans lequel Israël Finkelstein et Neil Asher Silberman jouent leur propre rôle, ce film a été diffusé sur Arte et sur France 5 ; le coffret de deux DVD est sorti en février 2006 aux Éditions montparnasse.